# كنغر جرذي مسكي
الكنغر الجرذي المسكي (الاسم العلمي:Hypsiprymnodon moschatus) (بالإنجليزية: Musky rat-kangaroo)‏ هو نوع جرابي صغير يتبع جنس الكنغر الجرذي موجود فقط في الغابات المطيرة في شمال شرق أستراليا. تم وصفه لأول مرة في أواخر القرن التاسع عشر، والنوع الآخر الوحيد منقرض تم وصفه من عينات أحفورية. تتشابه في مظهرها مع البوطور والبطونق لكنها ليست مرتبطة ارتباطًا وثيقًا. من المعروف أن نظامهم الغذائي يشمل مواد مثل الفاكهة والفطريات وكذلك الحيوانات الصغيرة مثل الحشرات واللافقاريات الأخرى. الاسم المحلي لهذا النوع حسب السكان الأصليين هو دورغيم يوري.

## التصنيف
- فصيلة الكناغر الجرذية المسكية[5]
  - أسرة الكنغراوات الجرذية المسكية
    - جنس الكنغر الجرذي
      - "الكنغر الجرذي المسكي
      - † الكنغر الجرذي البارثولومي
      - † الكنغر الجرذي الفيلكريسري
      - † الكنغر الجرذي الدنيسي
      - † الكنغر الجرذي الكارينبلاكي